# Métal Urbain
I Métal Urbain o Metal Urbain sono stati uno dei più influenti gruppi punk rock francesi dell'ondata del punk rock, formatasi a Parigi nel 1976. Tra i suoi più grandi successi ricordiamo Panik (1977), Paris Maquis, Hystérie Connective e Crève salope. Cosa rara per un gruppo francese, ha conosciuto un successo in Inghilterra.
Il singolo Paris Maquis del 1978 fu la prima pubblicazione della Rough Trade Records, etichetta discografica indipendente attiva nella scena punk e underground britannica.

## Discografia

### Album di studio
- 1981: Les hommes morts sont dangereux (Celluloïd - Rough Trade, Londra)
- 2006: J'irai chier dans ton vomi

### EP
- Maggio 1977 - Panik / Lady Coca-Cola
- Dicembre 1977 - Paris Maquis / Clé de contact
- Settembre 1978 - Hystérie Connective  / Pop Poubelle
- Giugno 1979 - Sweet Marilyn / Fugue for a Darkening Island (come "Metal Boys")
- Giugno 1979 - No Fun / No Fun (version) (come "Doctor Mix")
- Ottobre 1979 - I Can't Control Myself / I Can't Control Myself (version) (come "Doctor Mix & The Remix)

### Singoli
- 1977: Panik
- 1978: Paris Maquis
- 1978: Hystérie Connective

## Formazione
- Giugno 1976 - Maggio 1977: 
  - Clode Panik (Claude Perrone): Voce
  - Rikky Darling (Éric Feidt): Chitarra
  - Zip-Zinc (Jean-Pierre Zinc): Sintetizzatore
  - Éric Débris (Éric Daugu): Sintetizzatore
- Maggio 1977 - Dicembre 1978: 
  - Clode Panik: Voce
  - Hermann Schwartz (Jean-Louis Boulanger): Chitarra
  - Pat Lüger (Patrick Boulanger): Chitarra
  - Éric Débris: Sintetizzatore
- Dicembre 1978 - Luglio 1979: 
  - Éric Débris: Voce, Sintetizzatore
  - Hermann Schwartz: Chitarra
  - Pat Lüger: Chitarra
- Luglio 1979 - Febbraio 1980: 
  - Éric Débris: Voce
  - Hermann Schwartz: Chitarra
  - Pat Lüger: Chitarra
  - Charlie H: Sintetizzatore
- 1984 - 1987: 
  - Daniel Darc: Voce
  - Éric Débris: Voce
  - Hermann Schwartz: Chitarra
  - Rikky Darling: Chitarra
  - Zip-Zinc: Sintetizzatore
  - Charlie H: Sintetizzatore
- 2003: 
  - Éric Débris: Voce
  - Hermann Schwartz: Chitarra
  - Vott: Chitarra
  - Charlie H: Sintetizzatore
  - T.G. Parker: Sintetizzatore
- Oggi: 
  - Éric Débris: Voce
  - Hermann Schwartz: Chitarra
  - Vott: Chitarra
  - Jérôme Solo: Sintetizzatore